# محوطه (کوشکهای میمند)
محوطه (کوشکهای میمند) مربوط به دوران‌های تاریخی پس از اسلام است و در شهرستان دنا، بخش پاتاوه، روستای میمند واقع شده و این اثر در تاریخ ۶ اسفند ۱۳۸۵ با شمارهٔ ثبت ۱۷۵۴۵ به‌عنوان یکی از آثار ملی ایران به ثبت رسیده است.